# Rogowo (Tątławki)
Rogowo – część wsi Tątławki w Polsce, położona w województwie warmińsko-mazurskim, w powiecie ostródzkim, w gminie Morąg.
W latach 1975–1998 Rogowo administracyjnie należało do województwa olsztyńskiego.
W roku 1973 jako kolonia Rogowo należało do powiatu morąskiego, gmina Morąg, poczta Boguchwały.
Obecnie w miejscowości nie ma zabudowy. Na zdjęciach satelitarnych widoczne ślady po gospodarstwach, brak wysokich drzew.